# Senani
Senani è una circoscrizione rurale (rural ward) della Tanzania situata nel distretto di Maswa, regione del Simiyu. Conta una popolazione di 11 873 abitanti (censimento 2012).